# Game Boy (konsola)
Game Boy (jap. ゲームボーイ Gēmu Bōi) – 8-bitowa przenośna konsola gier wideo wyprodukowana w 1989 roku przez przedsiębiorstwo Nintendo i wydana w tym samym roku w Japonii a w 1994 roku w Polsce. Została zaprojektowana przez Satoru Okadę oraz Nintendo Research & Development 1 i zapoczątkowała serię konsol pod wspólną nazwą Game Boy. Odniósł duży sukces – wraz z następcą, Game Boy Colorem, sprzedano ponad 118 milionów egzemplarzy na całym świecie.

## Historia

Logo konsoli

Po wydaniu serii konsol Game & Watch jej projektant, Gunpei Yokoi, podjął starania nad stworzeniem przenośnego urządzenia do gier, które nie narzucałoby takich ograniczeń dla twórców gier, jak jego poprzednik. Yokoi, stojący na czele zespołu projektowego Nintendo Research & Development 1, współpracował z Satoru Okadą, który został ze względów finansowych zmuszony do wprowadzenia tańszych elementów składowych, aby projektowana konsola trafiła do jak największej liczby graczy. Do potrzeb Game Boya dostosowano grę logiczną Tetris, której licencję pozyskało Nintendo; innym tytułem dedykowanym dla konsoli był Super Mario Land.
Premiera Game Boya odbyła się 21 kwietnia 1989 roku w Japonii. Pierwotnie był on sprzedawany w kolorze białym wraz z grą Tetris. We wczesnych latach 90. XX wieku zaczęto wydawać konsolę bez Tetrisa po obniżonej cenie, natomiast w 1995 roku wyprodukowano linię Play It Loud, umożliwiającą wybór obudowy spośród kilku dostępnych kolorów, a także edycję z przezroczystą obudową. W momencie premiery konsola kosztowała niemal 90 dolarów amerykańskich.

## Wygląd i dane techniczne

### Sterowanie
Game Boy posiada przyciski „A”, „B”, „SELECT” i „START”. Do poruszania się dodatkowo używany jest krzyżakowy przycisk kierunkowy. Przyciski nieużywane do gier to rolka do zmiany głośności (znajdująca się na prawej stronie konsoli), rolka do zmiany kontrastu (na lewej stronie) i przełącznik ON/OFF (na górze).

### Nośniki danych
Gry umieszczane są w tylnej części konsoli na kartridżach.

### Dane techniczne
Konsola składa się z następujących elementów:
- Zaprojektowany specjalnie dla tej konsoli 8-bitowy Sharp LR35902 (taktowany zegarem 4,19 MHz). Procesor zestawem instrukcji przypomina układ Intel 8080, jednak wprowadza m.in. manipulację na pojedynczych bitach znaną z procesora Zilog Z80[15].
- Wyświetlacz ciekłokrystaliczny o rozdzielczości 160 × 144 pikseli. Cechuje się przekątną 2,6 cala, paleta barw ma cztery odcienie szarości.
- Pamięć konsoli ma pojemność 8 KB.
- Czterokanałowy dźwięk generowany jest bezpośrednio w procesorze konsoli. W jego skład wchodzą dwie fale prostokątne z regulowanym wypełnieniem, programowalna tablica PCM (trzydzieści dwie czterobitowe próbki) oraz generator szumów[16].
- Układ zasilający o parametrach 6 V, 0,7 W. Konsola zasilana jest czterema bateriami typu AA.
- Konsola ma wymiary 90 mm × 148 mm × 32 mm.

## Sprzedaż
Game Boy odniósł komercyjny sukces, całkowicie deklasując konkurencyjną konsolę Atari Lynx. W ciągu dwóch tygodni od premiery sprzedano około 300 tysięcy sztuk konsoli Nintendo, a w pierwszym dniu sprzedaży w Stanach Zjednoczonych – 40 tysięcy egzemplarzy. Łączna sprzedaż Game Boya wraz z edycją Game Boy Color wyniosła 118 milionów sztuk na całym świecie.

## Inne modele

### Game Boy Pocket
W 1996 roku ukazała się konsola Game Boy Pocket, będąca poprawioną wersją Game Boya. Zmiany polegały na wprowadzeniu ulepszonego wyświetlacza, a także na zmniejszeniu obudowy i zapotrzebowania na prąd. Wyświetlacz w Game Boy Pocket został powiększony oraz usunięto efekt rozmywania obrazu. Do zasilania wystarczyły dwie baterie AAA, które wystarczały na 10 godzin pracy konsoli.

### Game Boy Light
W 1998 roku premierę miała konsola Game Boy Light. Zmiany w stosunku do Game Boya Pocketa polegały na wprowadzeniu podświetlenia wyświetlacza w kolorze indygo oraz zmianie zasilania na dwie baterie AA. Był dostępny w dwóch standardowych kolorach, złotym i srebrnym, a także w wydaniach specjalnych. Był to jedyny handheld wyprodukowany przez Nintendo ze wbudowanym podświetleniem aż do roku 2003, w którym został wydany Game Boy Advance SP. W dniu premiery jego cena wynosiła 6800 jenów (ok. 52 USD).

### Pegasus Game Boy i inne klony
Konsola doczekała się licznych pirackich składanek, kopii oryginalnych tytułów, a także klonów jak np. Walk Game II, Bitman 3000B czy Fortune Hand Game. Jednym z nich był wydany w Polsce, latem 1993 roku przez Bobmark International - Pegasus Game Boy. Konsola została pozytywnie oceniona przez czasopismo Bajtek a w miesięczniku Top Secret zamieszczano recenzje dostępnych gier. Urządzenie wydano w dwóch wersjach, pierwsza to YS-01, wyglądająca jak klasyczny Game Boy, jednak różniący się od oryginału brakiem Game Linku i diody sygnalizującej wyczerpania baterii. Drugi model to Pegasus SY-3000B, z lekko zmodyfikowaną obudową. Konsola została wycofana w maju 1994 roku, po nowelizacji starej ustawy o prawach autorskich z 1952 roku a przedsiębiorstwo Bobmark zajęło się najpierw importowaniem na własną rękę niemieckich wersji Game Boya, by pod koniec tego samego roku stać się jednym z autoryzowanych dystrybutorów, konkurencyjnej do Nintendo konsoli Sega Game Gear.
Pierwsze egzemplarze oryginalnego Game Boya docierały do Polski od 1991 roku przez importerów, a oficjalnie wydano ją dopiero 3 lata później. Przedsiębiorstwo Entertainment Systems Poland zaprezentowało ją, wraz z 8-bitowym NES-em i 16-bitowym Super Nintendo, na konferencji Nintendo w hotelu Sobieski, która odbyła się 6 października 1994 roku. Według dystrybutora konsola została przyjęta bardzo dobrze, choć Nintendo musiało się zmagać z pirackim oprogramowaniem. Sam rok 1995, był dla Nintendo rekordowy pod względem sprzedaży tego urządzenia w byłym bloku wschodnim a analitycy dowodzili, iż w kolejnych latach, 8-bitowe i 16-bitowe systemy będą w tych regionach nadal najpopularniejszym wyborem wśród nabywców. W grudniu 1996 roku zadebiutowała wersja Pocket oraz Special Edition. Do października 1997 roku, w Polsce było około 100 tysięcy użytkowników tejże konsoli. W ankietach przeprowadzanych przez czasopisma tego okresu, zajmował miejsce na równi z PlayStation. Dla posiadaczy Game Boya oraz kolejnych modeli wydawano w Polsce dwa czasopisma tematyczne - GameBoy Magazyn (lata 2001-2003) i GBmore (lata 2003-2004).